# Ruth Bondy

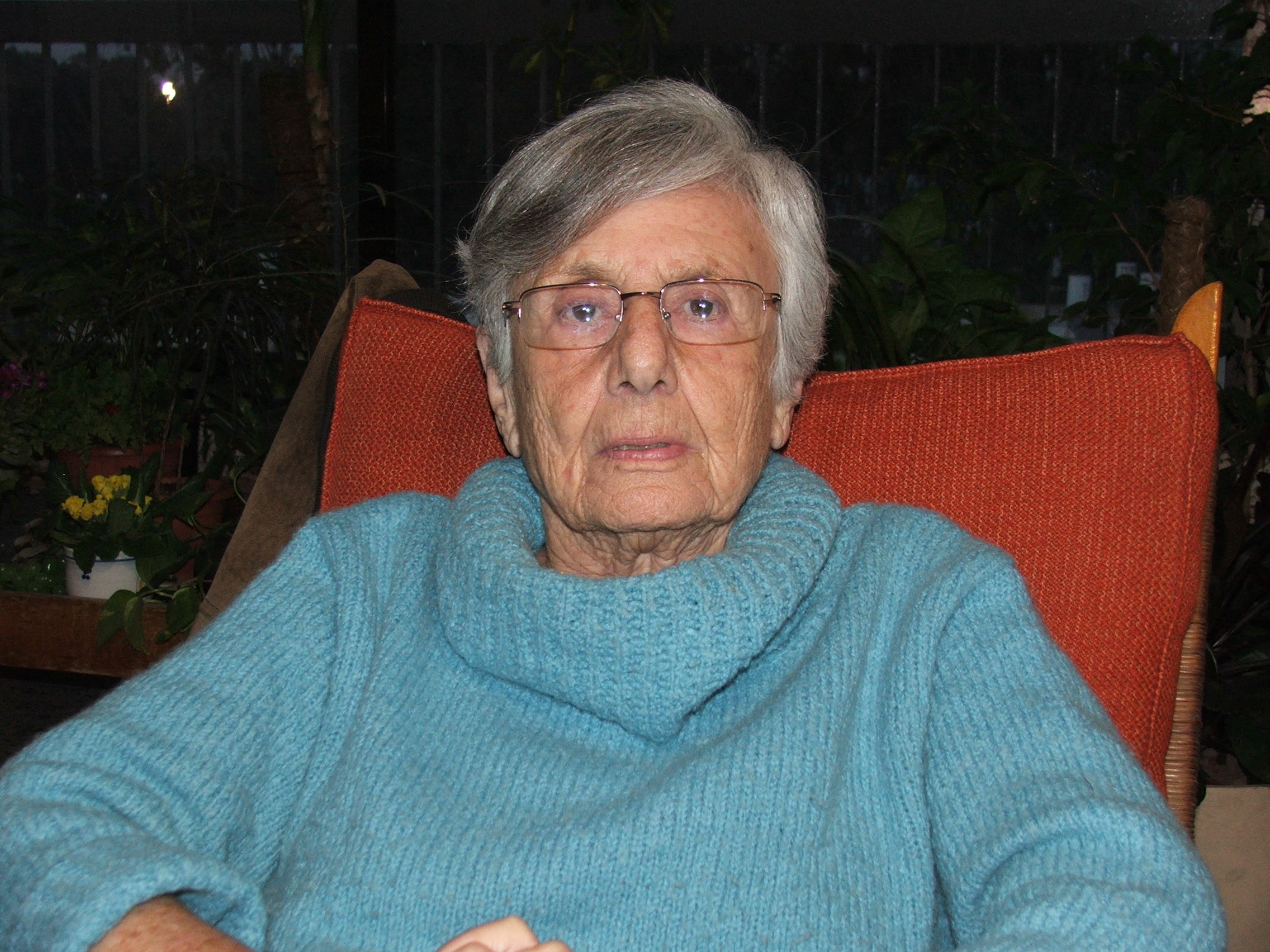
Ruth Bondy (2008)

Ruth Bondy, auch Rut Bondi (hebräisch רות בונדי, * 19. Juni 1923 in Prag als Ruth Bondyová; † 14. November 2017 in Ramat Gan) war eine israelische Journalistin, Autorin sowie Holocaustüberlebende tschechischer Herkunft.

## Leben
Bondy gehörte mit 16 Jahren der zionistischen Jugendbewegung in der Tschechoslowakei an und bereitete sich auf einem landwirtschaftlichen Gut auf die Auswanderung nach Palästina vor. Nach Ausbruch des Zweiten Weltkrieges konnte Bondy dieses Vorhaben nicht mehr durchführen und war danach in der Landwirtschaft sowie in der Küche eines Prager Kinderheims tätig.
Aufgrund ihrer jüdischen Herkunft wurde Bondy im Frühjahr 1942 in das Ghetto Theresienstadt eingewiesen. Im Dezember 1943 wurde Bondy von dort nach Auschwitz-Birkenau deportiert. Im Juli 1944 wurde sie von Auschwitz in das Außenlager „Dessauer Ufer“ des KZ Neuengamme überstellt, wo sie gemeinsam mit weiteren weiblichen Häftlingen zu Aufräumarbeiten herangezogen wurde. Bondy wurde, nachdem sie weitere Außenlager des KZ Neuengamme durchlaufen hatte, nach Bergen-Belsen verbracht und dort Mitte April 1945 vollkommen entkräftet und typhuskrank durch Angehörige der britischen Armee befreit.
Nach der Befreiung vom Nationalsozialismus kehrte sie zunächst nach Prag zurück und beschäftigte sich mit der Sichtung von Dokumenten über das Ghetto Theresienstadt. Aus ihrer Großfamilie fielen 25 Familienmitglieder den Holocaust zum Opfer. Ihre Mutter starb an Blutvergiftung im November 1942 im Ghetto Theresienstadt und ihr Vater im Februar 1945 im KZ Dachau. Aus ihrer Familie überlebten den Holocaust lediglich sie selbst, ihre Schwester, eine Cousine und ihre Großmutter.
Sie gehörte nach Kriegsende einer tschechischen Freiwilligen-Brigade an, die sich auf die Ausreise nach Eretz Israel vorbereitete. Im August 1948 absolvierte sie eine militärische Ausbildung und traf am 31. Dezember 1948 in Haifa ein.

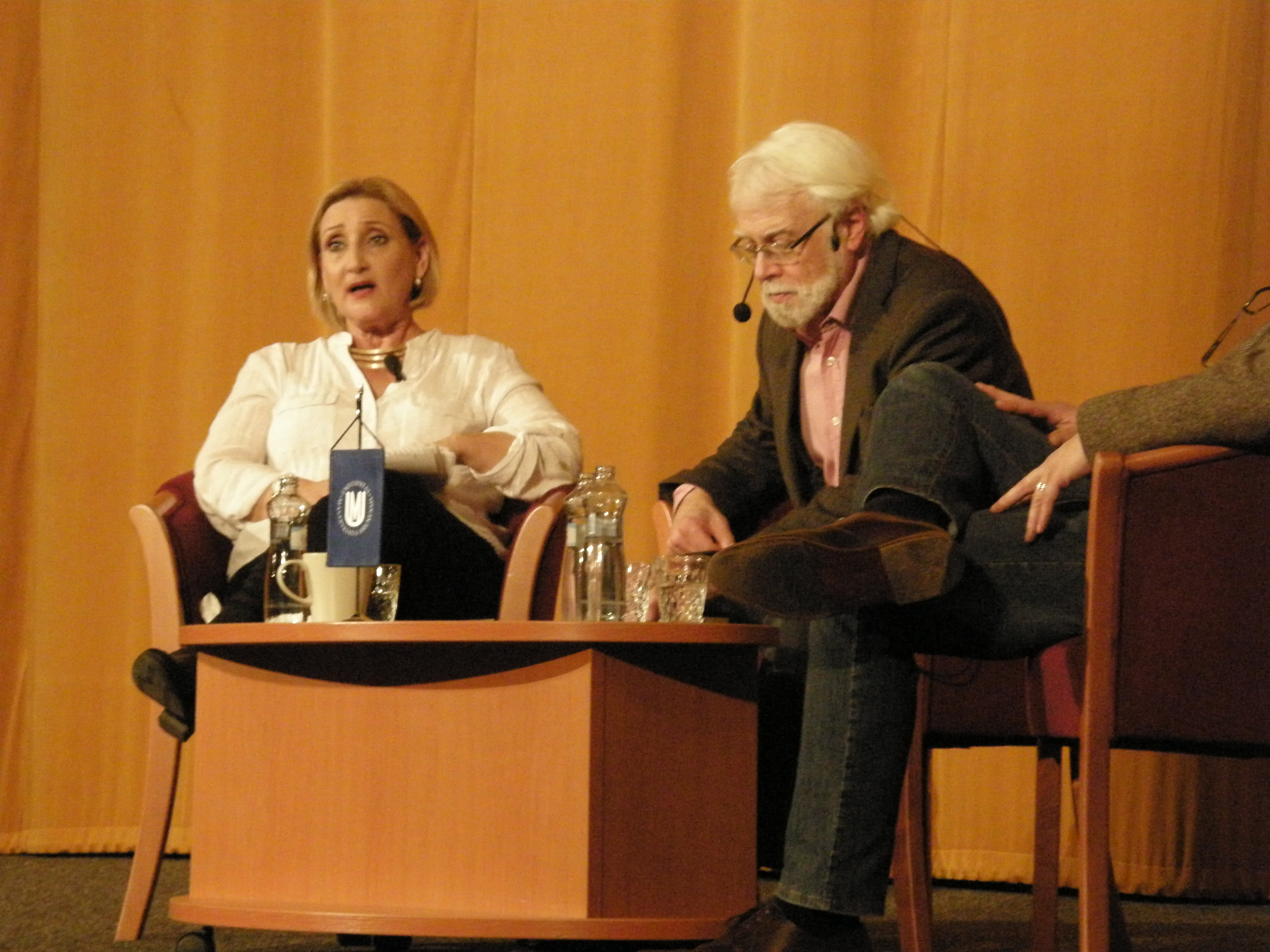
Tochter Tal Bashan 2015 an der Masaryk-Universität in Brünn

Bondy betätigte sich in Israel als Journalistin, Kolumnistin sowie Übersetzerin (vom Tschechischen und Deutschen ins Hebräische) und war auch als Autorin tätig. 1954 heiratete sie den Journalisten Rafael Bashan, ihre Tochter Tal Bashan wurde Journalistin. Bondy war eine Mitbegründerin der 1975 eröffneten Gedenk- und Dokumentationsstätte Beit Terezin in Givat Chaim nördlich von Tel Aviv. Dort befinden sich ein Archiv und eine Ausstellung über das Ghetto Theresienstadt. Die Autorin wurde für ihr Wirken mehrfach ausgezeichnet, u. a. 1974 mit dem Yitzhak-Sadeh-Preis.

## Werke (Auswahl)
- Mehr Glück als Verstand. Eine Autobiographie. Aus dem Hebräischen von Markus Lemke. Bleicher, Gerlingen 1999, ISBN 3-88350-662-1.
- Elder of the Jews: Jakob Edelstein of Theresienstadt. Aus dem Hebräischen von Evelyn Abel. Grove Press, New York 1989, ISBN 0-8021-1007-X.